# Pi Chun-deuk
Pi Chun-deuk (29 de mayo de 1910 - 25 de mayo de 2007) fue un poeta y un ensayista coreano.

## Biografía
Nació en Seúl el 21 de abril de 1910. Se graduó de Literatura Inglesa en la Universidad Hujiang. Fue profesor de la Universidad Nacional de Seúl desde 1946 a 1974. Antes de la liberación de Corea, escribió composiciones poéticas en inglés cuando era profesor en el Instituto Central de Negocios de Gyeongseong y después en la Universidad Nacional de Seúl. En 1954 estudió Literatura Inglesa en la Universidad de Harvard por invitación del Departamento de Estado de los Estados Unidos. Empezó su vida como escritor en 1930, con la publicación del poema "Canción lírica" (Seojungsogok) en la revista Sindong-a. Su primer poemario Obras poéticas líricas, que tuvo una buena recepción, contiene poemas simples y bellos que describen la naturaleza y su corazón. El seudónimo literario de Pi Chun-deuk es Geuma.
Aunque fue un escritor famoso, fue conocido por ser una persona simple y de fácil acceso. Vivió entre libros en un pequeño apartamento.

## Obra
Sus obras de ensayo más importantes son Una moneda de plata y Lazos.
Pi Chun-deuk se afianzó primero como poeta con la publicación del poema "Canción lírica" en 1930, seguida de la publicación de Canción (Sogo) y A la amada que ha partido (Gasin nim). Su poesía excluye toda forma de trivialidad o de ideas abstrusas con el fin de darle lugar a las emociones puras. También ha publicado gran número de ensayos, como Recuerdo de una tormenta de nieve en la noche (Nunborachineun bamui chueok), La carta que espero (Gidarineun pyeonji ), Sin título (Muje ) y Mi fichero (Na-ui pa-il ). 
Normalmente describe la vida a través de un sentimiento claro y consistente, un sentimiento poético puro que excluye todo pensamiento o idea oscura. Sus ensayos expresan de forma bella las emociones de la vida diaria a través de un estilo íntimo y delicado, y se leen como poemas prosaicos, por lo que están considerados como obras representativas del ensayo lírico-contemplativo. En 1947 reunió todas sus obras y las publicó en una antología. En su antología de 1969, Coral y perla (Sanhowa jinju), expresó sus aspiraciones inalcanzables a través de la metáfora del coral y la perla, con poemas y ensayos bellos y líricos. El ensayo (Supil), un ensayo sobre teoría de la escritura del ensayo, trata de la naturaleza y las características de este género. También publicó estudios de literatura inglesa como Poetisas isabelinas (Ellijabeseujoui gyususiin) y Sonetos de Shakespeare (Shakespeare's Sonnets). Entre sus otras obras se encuentran Colección lírica, Antología poética de Geuma, El flautista y Coral y perla
Sus ensayos y poemas "Lazos", "El ensayo" y "El flautista" se encuentran en los libros de textos escolares como parte del curriculum educativo.

## Obras publicadas
Poemarios
- Coral y perla (1969)
- Vida (1993)
- El canto de la vida (1994)
- La poesía que amo (1997)
- Los granos de polen y el ladrón (1997)

Ensayos
- Mi fichero (1934)
- El ensayo (1977)
- La belleza de las mujeres (1986)
- Lazos (1996)
- A un joven amigo (2002)